# Deilocerus decorus
Deilocerus decorus is een krabbensoort uit de familie van de Cyclodorippidae. De wetenschappelijke naam van de soort is voor het eerst geldig gepubliceerd in 1933 door Rathbun.